# Litwa na Mistrzostwach Świata w Lekkoatletyce 2011
Litwa na Mistrzostwach Świata w Lekkoatletyce 2011 reprezentowana była przez piętnastu zawodników.

## Występy reprezentantów Litwy

### Mężczyźni

#### Konkurencje biegowe
| Konkurencja   | Zawodnik          | Runda 1  | Runda 1 | Runda 2  | Runda 2 | Półfinał | Półfinał | Finał    | Finał   |
| Konkurencja   | Zawodnik          | Rezultat | Pozycja | Rezultat | Pozycja | Rezultat | Pozycja  | Rezultat | Pozycja |
| ------------- | ----------------- | -------- | ------- | -------- | ------- | -------- | -------- | -------- | ------- |
| Bieg na 100 m | Rytis Sakalauskas |          |         | 10,42    | 24      |          |          |          |         |
| Chód na 50 km | Tadas Šuškevičius |          |         |          |         |          |          | DSQ      | DSQ     |

#### Konkurencje techniczne
| Konkurencja   | Zawodnik           | Eliminacje | Eliminacje | Finał    | Finał   |
| Konkurencja   | Zawodnik           | Rezultat   | Pozycja    | Rezultat | Pozycja |
| ------------- | ------------------ | ---------- | ---------- | -------- | ------- |
| Skok w dal    | Povilas Mykolaitis | NM         |            |          |         |
| Skok wzwyż    | Raivydas Stanys    | 2,25 m     | 20         |          |         |
| Rzut dyskiem  | Virgilijus Alekna  | 64,21 m    | 6 Q        | 64,09 m  | 6       |
| Dziesięciobój | Darius Draudvila   |            |            | DNF      | DNF     |

### Kobiety

#### Konkurencje biegowe
| Konkurencja                | Zawodniczka                | Runda 1  | Runda 1 | Runda 2  | Runda 2 | Półfinał | Półfinał | Finał        | Finał   |
| Konkurencja                | Zawodniczka                | Rezultat | Pozycja | Rezultat | Pozycja | Rezultat | Pozycja  | Rezultat     | Pozycja |
| -------------------------- | -------------------------- | -------- | ------- | -------- | ------- | -------- | -------- | ------------ | ------- |
| Bieg na 800 m              | Eglė Balčiūnaitė           |          |         |          |         | 2:02,88  | 26       |              |         |
| Maraton                    | Diana Lobačevskė           |          |         |          |         |          |          | 2:36:05 (SB) | 25      |
| Bieg na 100 m przez płotki | Sonata Tamošaitytė         |          |         | 13,28    | 25      |          |          |              |         |
| Chód na 20 km              | Kristina Saltanovič        |          |         |          |         |          |          | 1:31:40 (SB) | 8       |
| Chód na 20 km              | Brigita Virbalytė-Dimšienė |          |         |          |         |          |          | 1:38:39      | 29      |
| Chód na 20 km              | Neringa Aidietytė          |          |         |          |         |          |          | DSQ          | DSQ     |

#### Konkurencje techniczne
| Konkurencja    | Zawodniczka       | Eliminacje | Eliminacje | Finał     | Finał   |
| Konkurencja    | Zawodniczka       | Rezultat   | Pozycja    | Rezultat  | Pozycja |
| -------------- | ----------------- | ---------- | ---------- | --------- | ------- |
| Rzut dyskiem   | Zinaida Sendriūtė | 61,72 m    | 7 q        | 57,30 m   | 12      |
| Rzut oszczepem | Indrė Jakubaitytė | 59,92 m    | 22         |           |         |
| Siedmiobój     | Austra Skujytė    |            |            | 6297 pkt. | 8       |